# Gråbergstjärnen (Hotagens socken, Jämtland, 711675-145181)
Gråbergstjärnen är en sjö i Krokoms kommun i Jämtland och ingår i Ångermanälvens huvudavrinningsområde. Gråbergstjärnen ligger i Gråberget-Hotagsfjällen Natura 2000-område.